# توخه ۲۵۸
سیارک ۲۵۸ (به انگلیسی: 258 Tyche) دویست و پنجاه و هشتمین سیارک کشف شده‌است که در ۴ مه ۱۸۸۶ و در دوسلدورف کشف شد.
قدر مطلق سیارک برابر ۸٫۵۰ است.